# Севастопольський зоопарк
Севастопольський зоопарк — приватний зоопарк, перший офіційно відкритий зоопарк Севастополя. Проіснував з 2012 по 2021 роки.

## Історія зоопарку
Відкриття зоопарку відбулося 1 липня 2012 року: севастополець Ремігіюс Врадій, відкрив його на власній ділянці у приватному секторі міста. Площа зоокуточка становила 6 соток, тому інші подібні заклади не визнавали його зоопарком, хоча за словами Врадія, популяція тварин була більшою, ніж у Сімферопольському зоопарку. Колекція тварин поповнювалася шляхом обміну з іншими зоопарками та придбання тварин з притулків. Цілями роботи зоопарку власник називав наукову, природоохоронну й освітню діяльність, забезпечення притулку травмованим диким тваринам. Відвідувачам пропонувалися різні корми для частування вихованців зоопарку та можливість безкоштовної фото- та відеозйомки на території.
15 грудня 2013 року відбулася зустріч працівників та вихованців зоопарку з відвідувачами в торгово-розважальному центрі «Мусон» на площі інформаційного супермаркету «Атріум-Севастополь».
З 19 жовтня 2018 року зоопарк перестав функціонувати, оскільки окупаційна влада Криму фактично паралізувала роботу перевірками. За словами власника, він ухвалив рішення закритися і віддати тварин у дружні зоопарки, щоб запобігти «передачі тварин невідомим людям». У серпні 2020 року з зоопарку вилучили чотирьох червонокнижних рожевих пеліканів через відсутність документів на них. У 2021 році зоопарк був остаточно закритий згідно з рішенням «судової влади» Криму як такий, що розташований на земельній ділянці, яка призначена для індивідуальної житлової забудови, а також через виявлені порушення санітарно-епідеміологічного законодавства.

## Розташування
Був розташований у Нахімовському районі міста, на вул. Бірюльова, 34, за кілька зупинок від Чорноморської філії Московського державного університету імені М. В. Ломоносова, стадіону футбольного клубу «Севастополь» та меморіального комплексу «Малахов Курган». Дістатися туди можна тролейбусом 9 і 20 маршрутів, автобусом або маршрутним таксі 109 і 20 маршрутів, зупинка «Вулиця Колі Піщенко».

## Види тварин в колекції зоопарку
Експозиція 2014 року:
- Хижаки: лев, рись євразійська, носуха, ракун звичайний, скунс смугастий, куниця кам'яна.
- Унгуляти: лама, лань європейська, поні шетлендска сарна, коза карликова, вівця карликова.
- Гризуни: їжатець індійський, бабак степовий, вивірка, карликові декоративні кролики.
- Примати: макака японська, мавпа-гусар, верветка.
- Птахи: африканський страус, орел-могильник, лелека, журавель сірий, павич, лебідь-шипун, жако, розела білогорла, корела, білолобий гусак, звичайна цесарка, кури Брама, кури Бентамкі, стрибучі папуги, хвилясті папужки, різні породи голубів.
- Плазуни: ігуана, червоновуха черепаха.
- Водойма з коропами Коі.

Станом на червень 2020 року тварин було близько 40 видів.

Світлини звірів
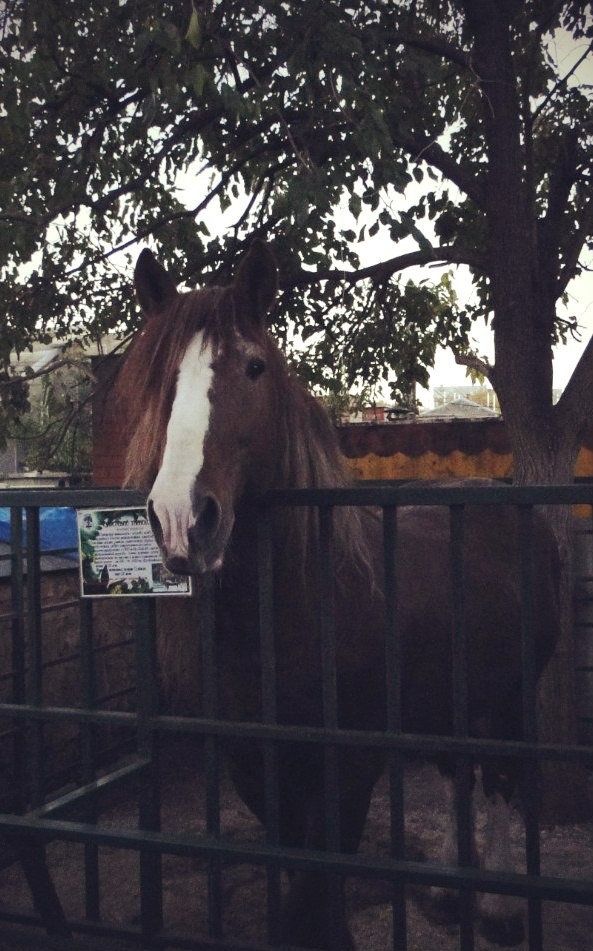
Радянський ваговоз, Сайгак
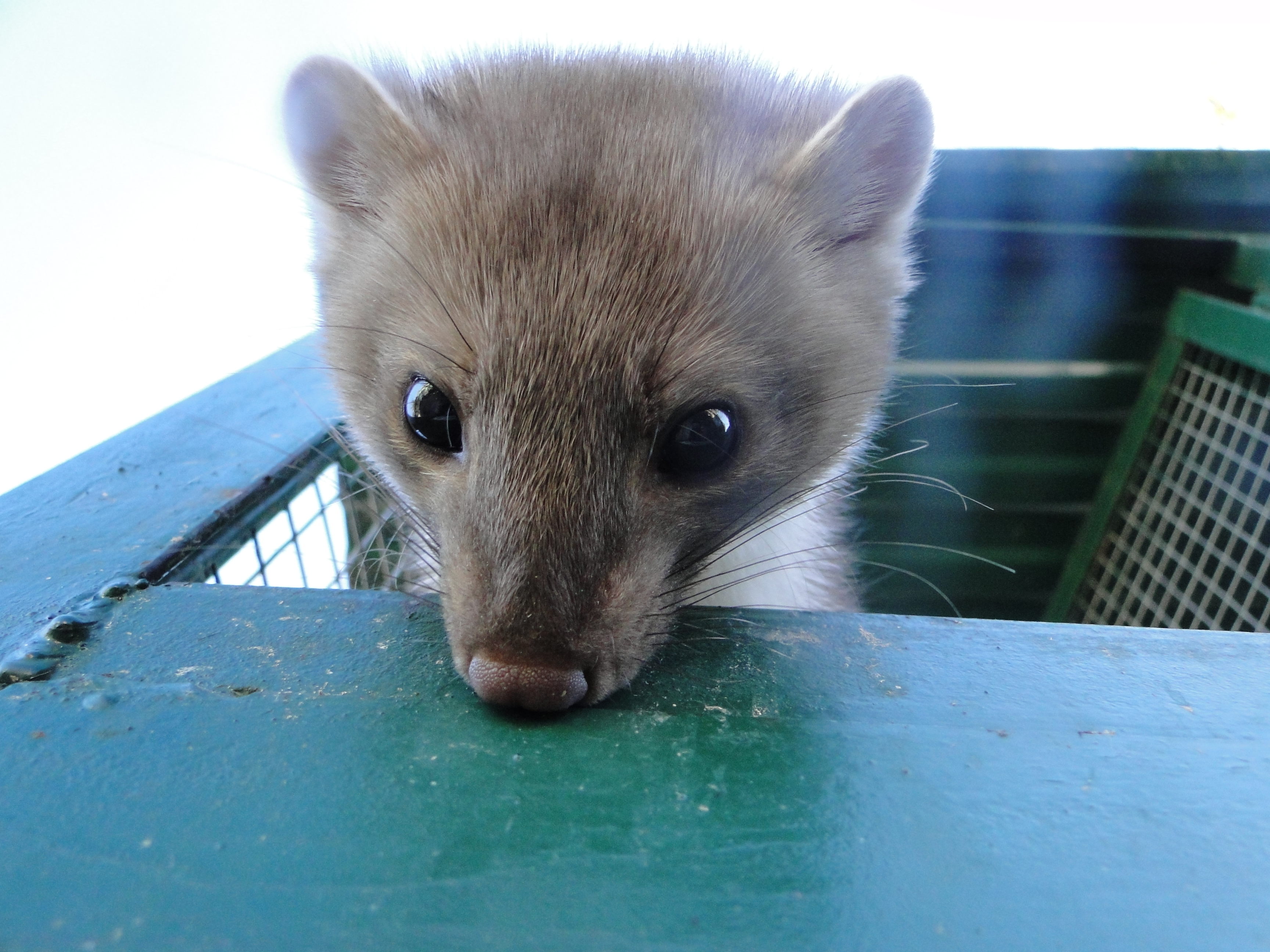
Куниця кам'яна, Мартін
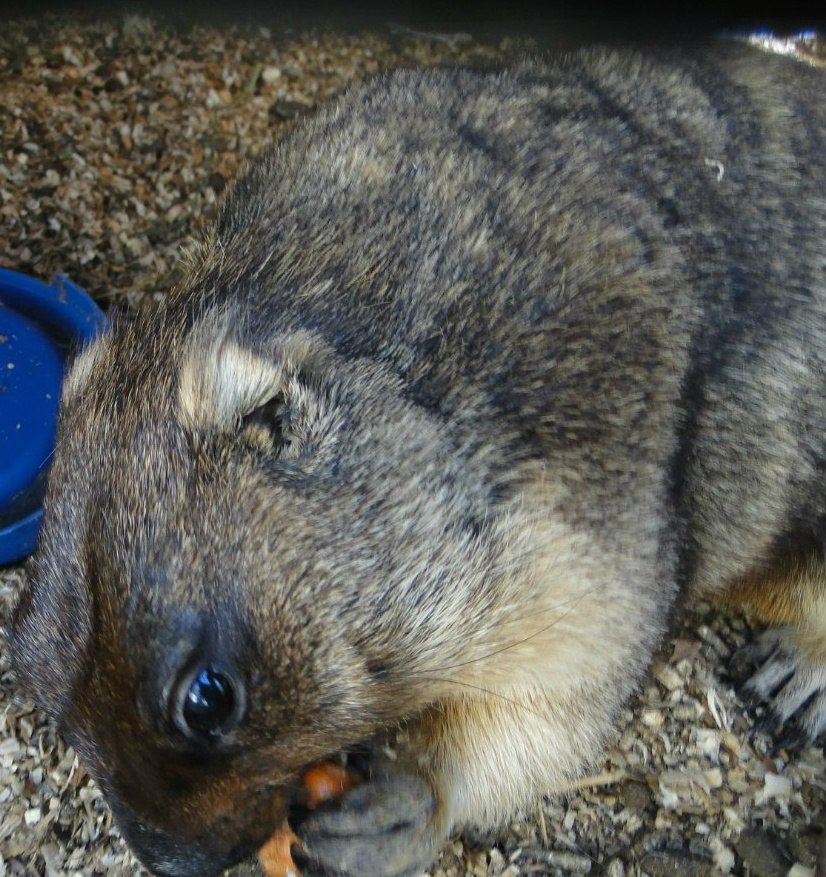
Бабак степовий, Байбак
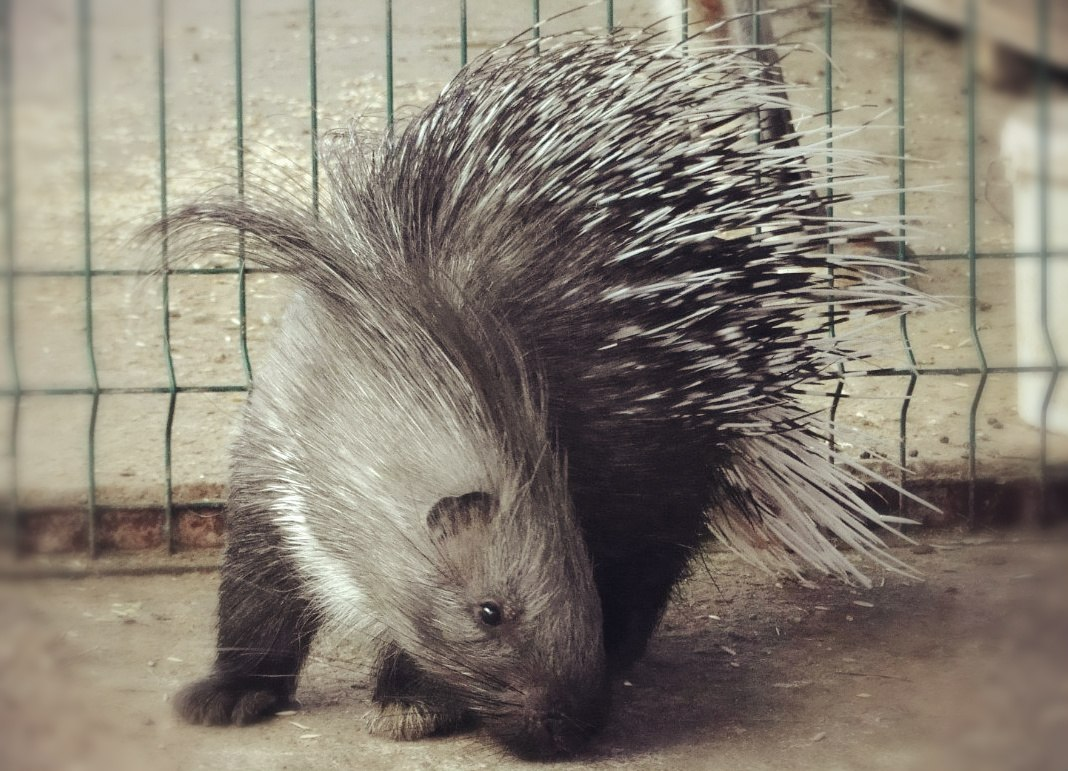
Їжатець індійський
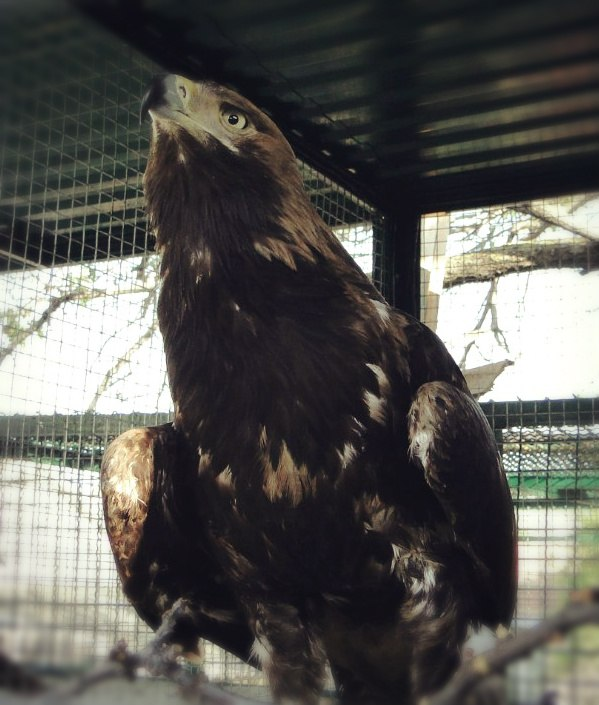
Могильник східний
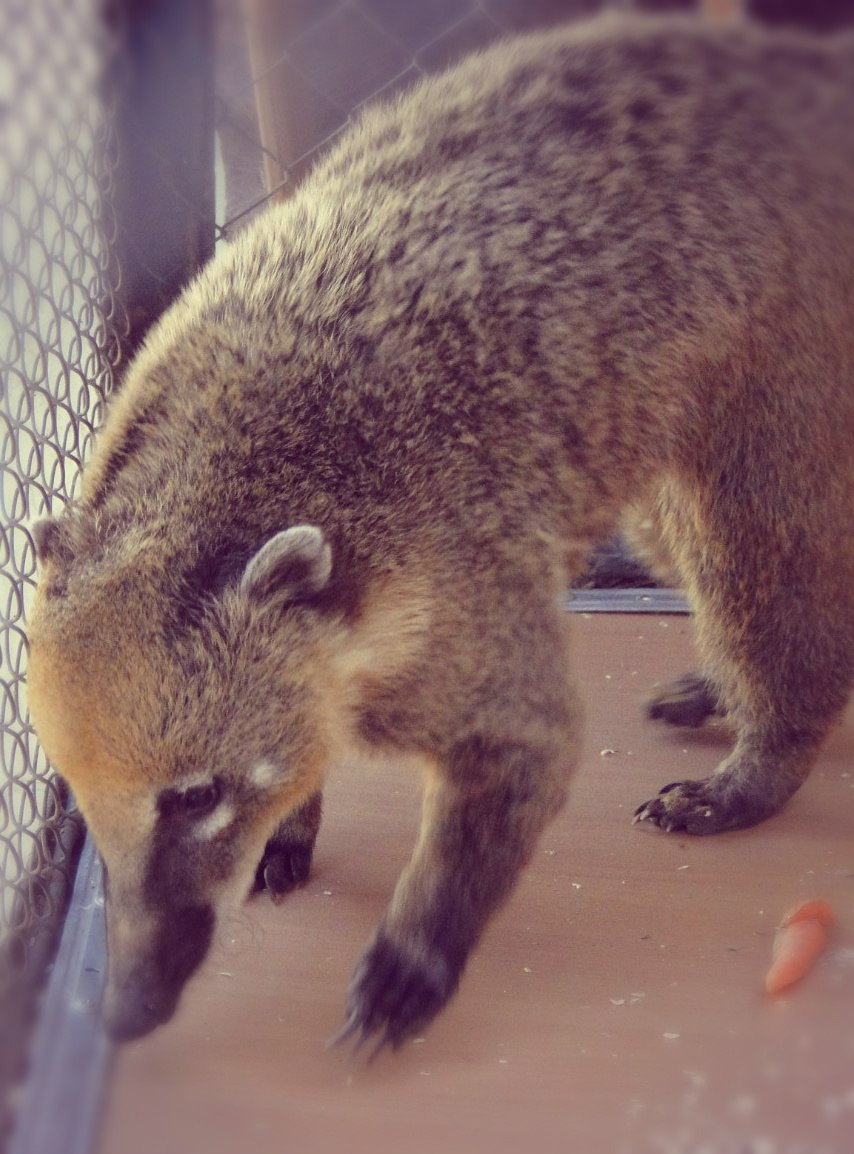
Льолік, Носуха амазонська
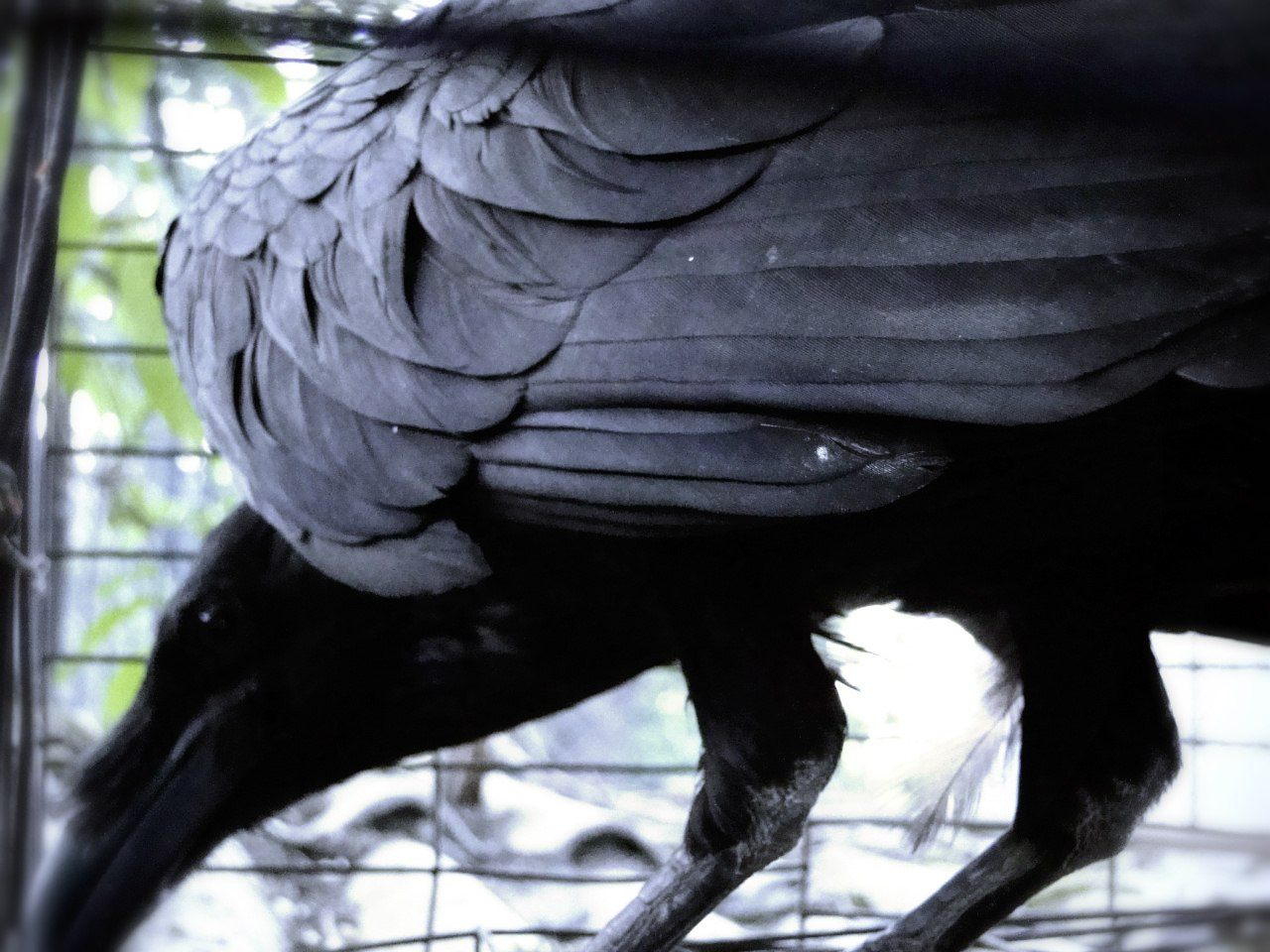
Крук, Racen
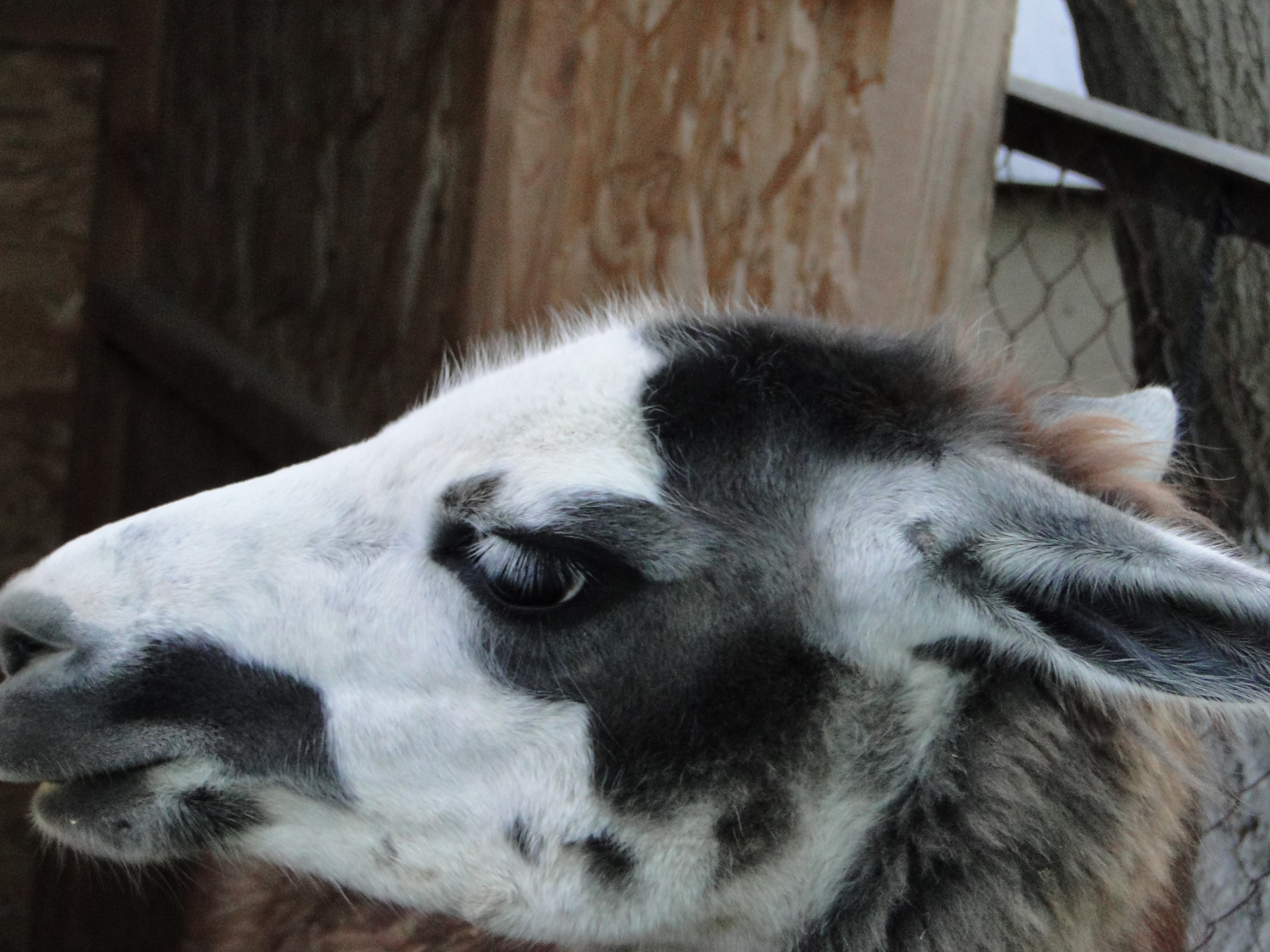
Лама, Назар
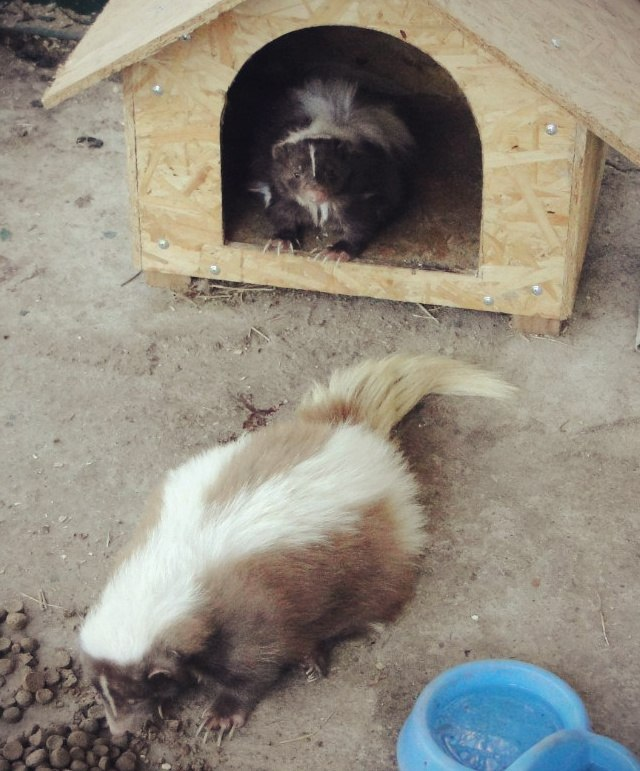
Шоколадні скунси з Німеччини
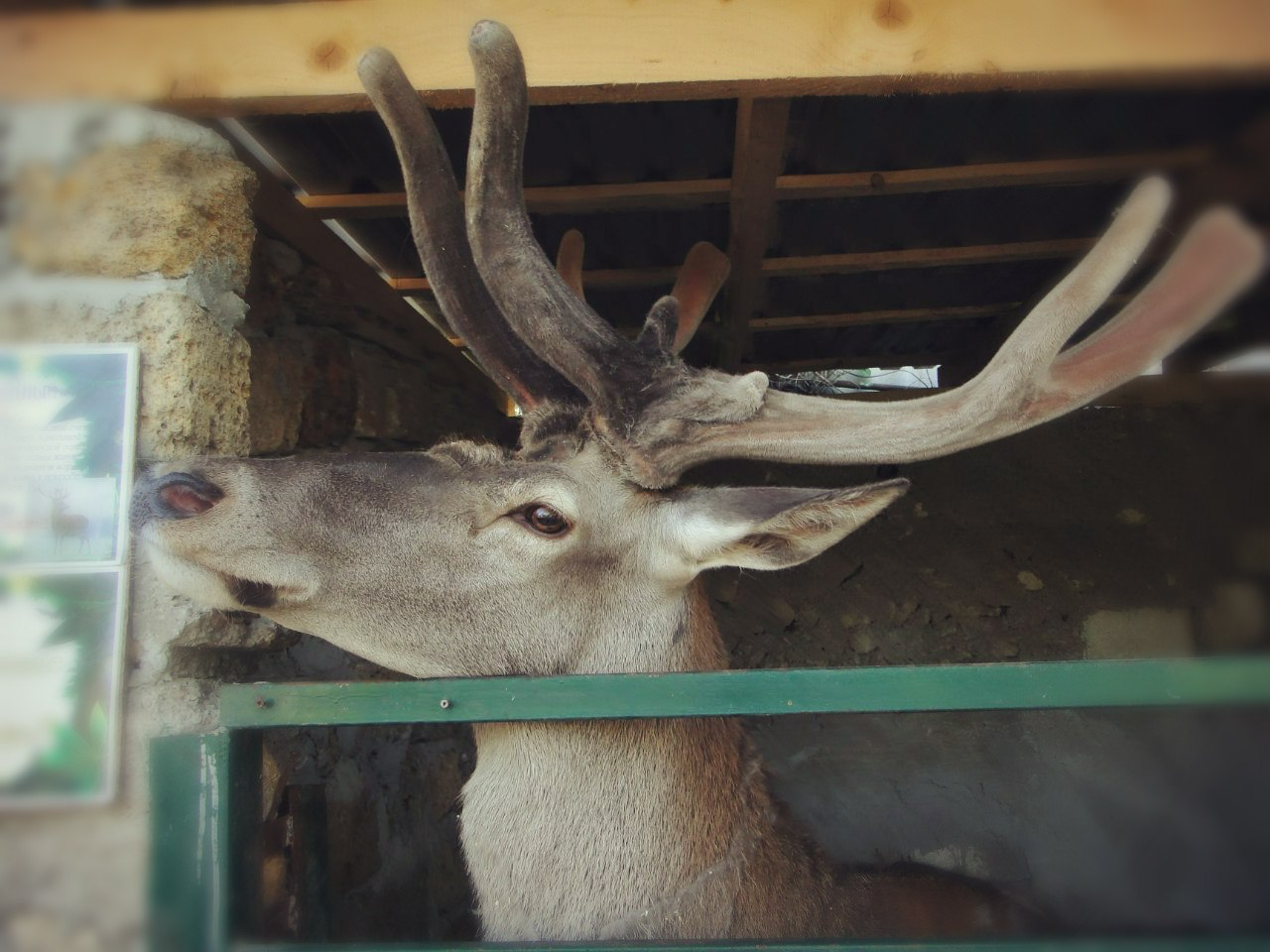
Олень благородний
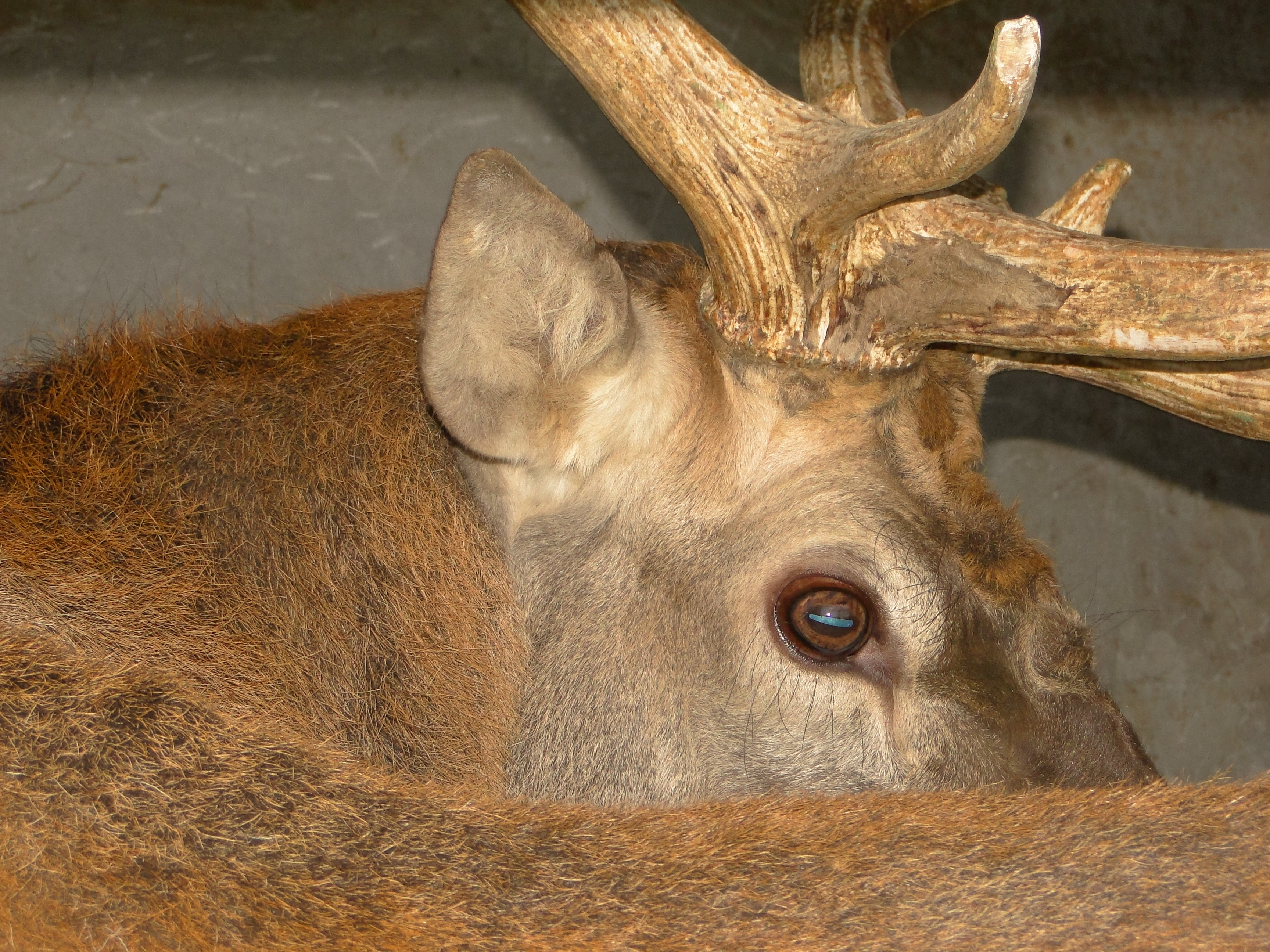
Олень благородний, Льолік
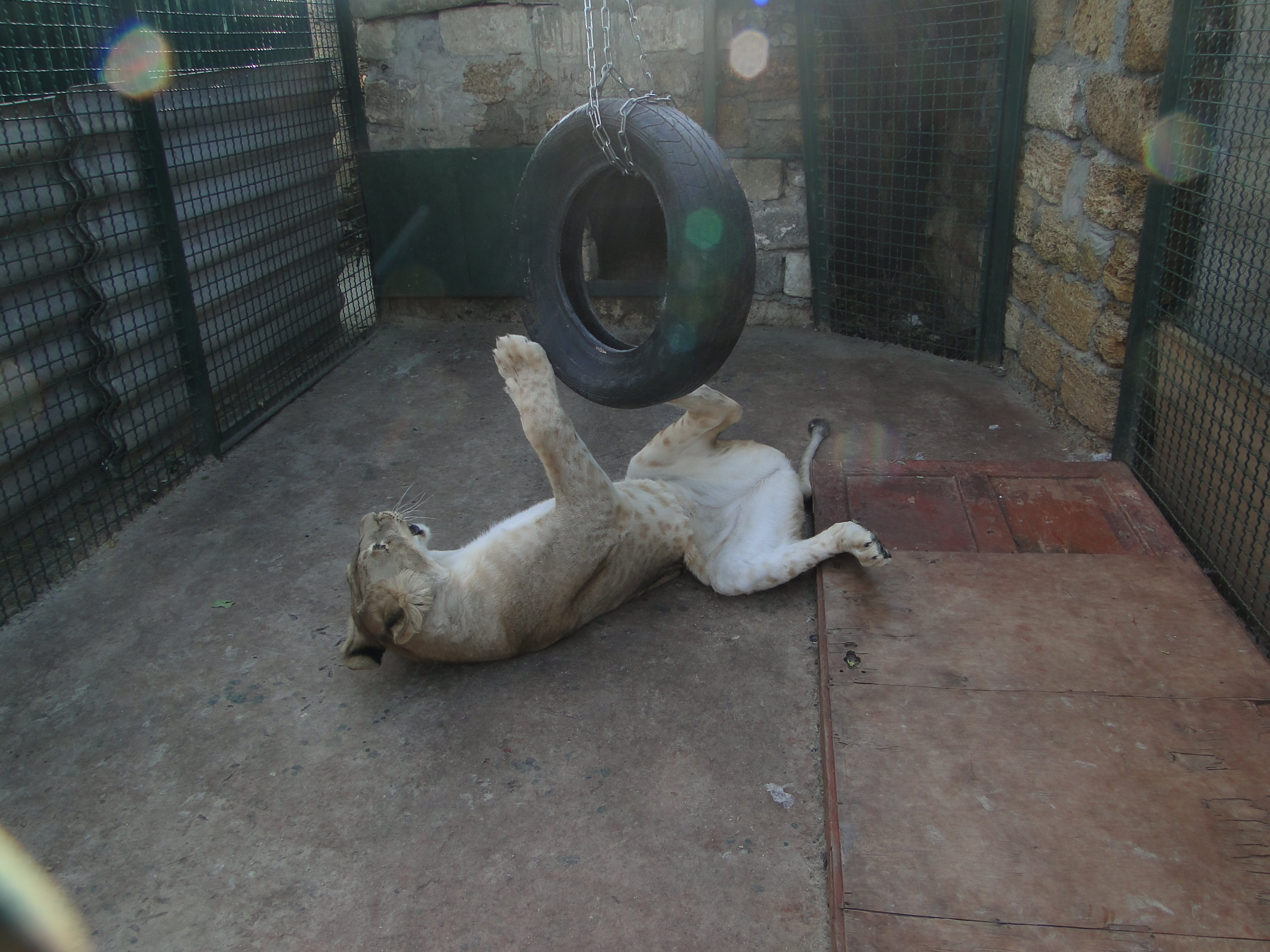
Левиця, Маркиза
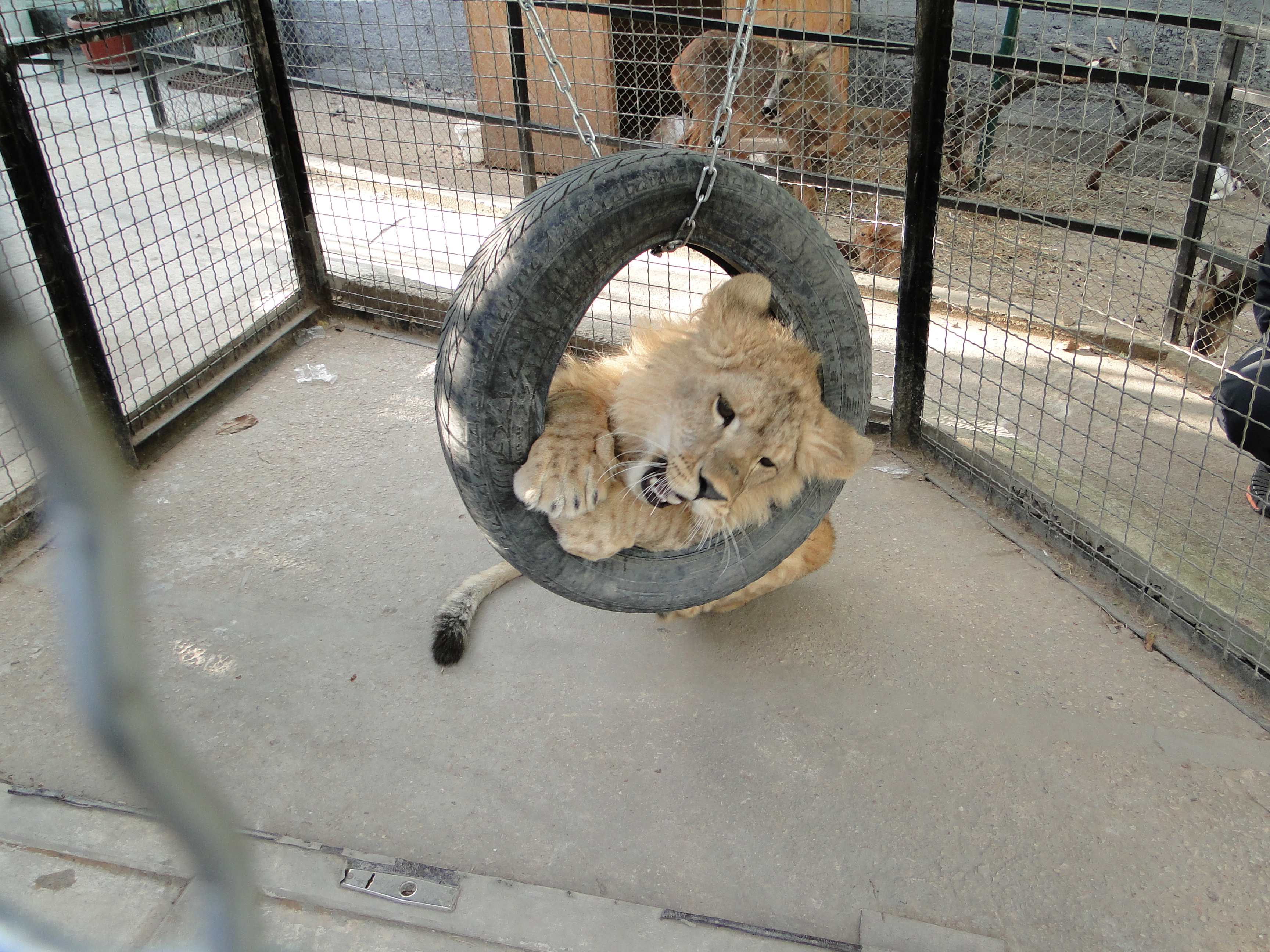
Микола, левеня
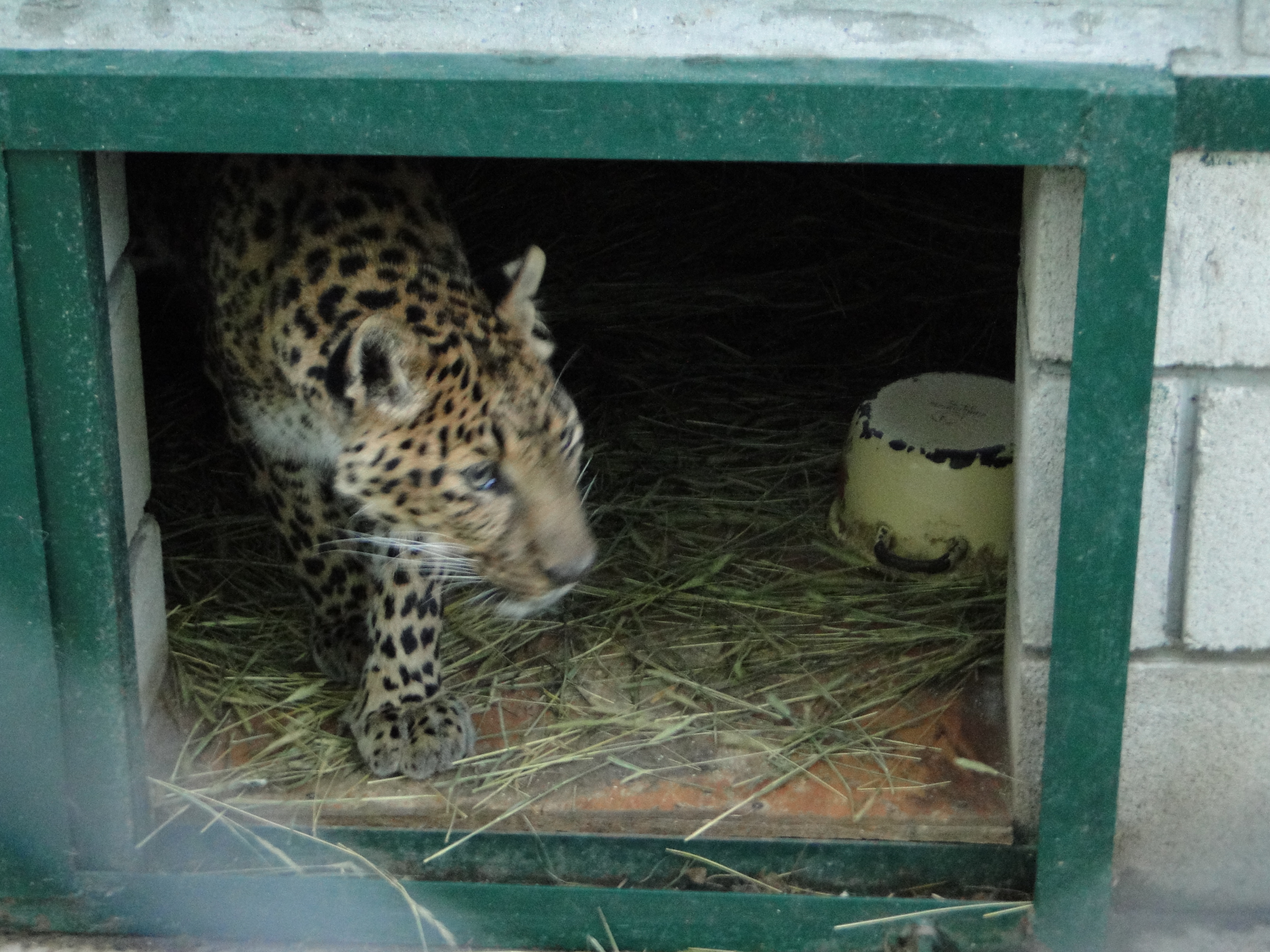
Леопард, Гера
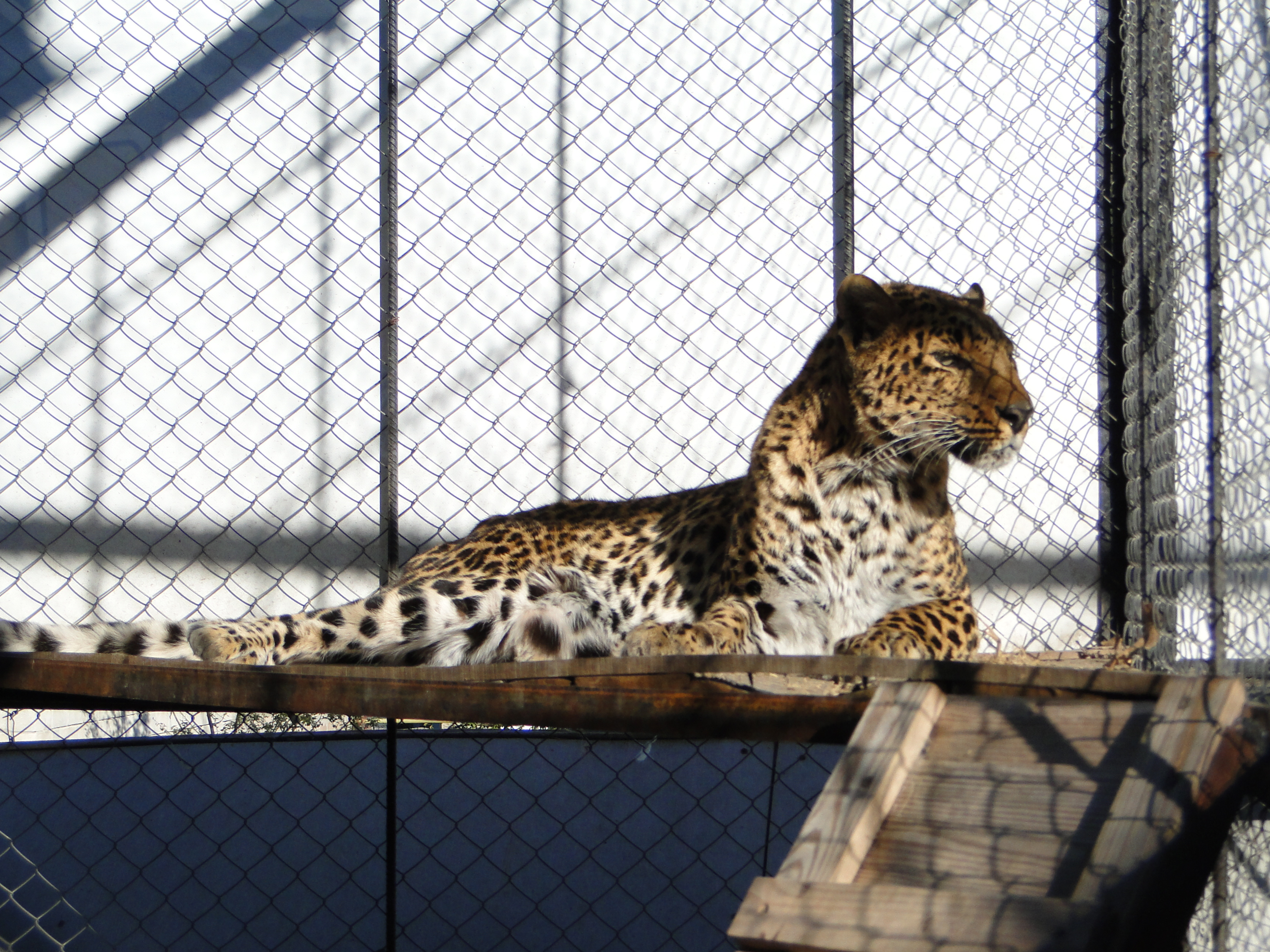
Гера приймає сонячну ванну
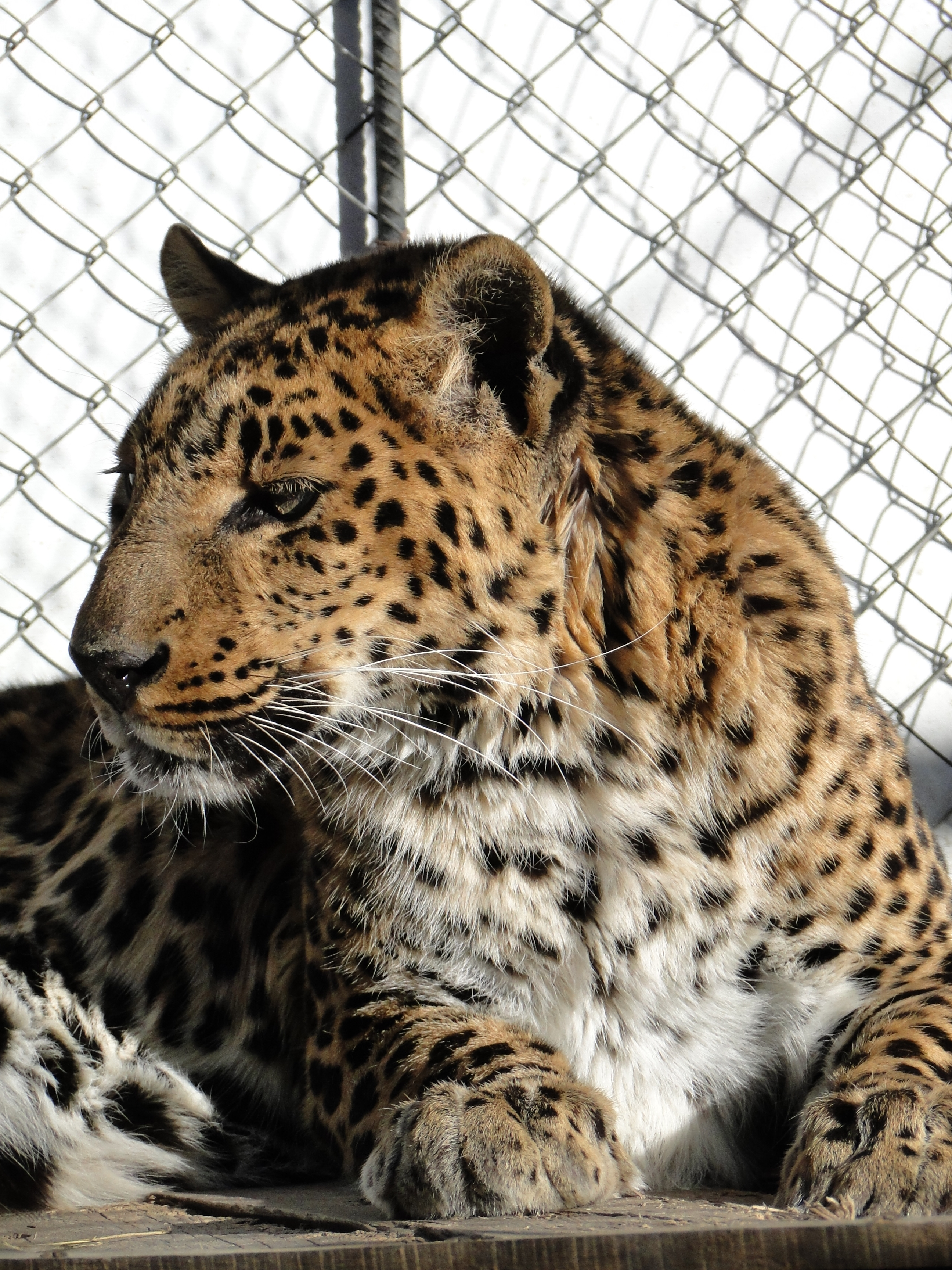
Гера
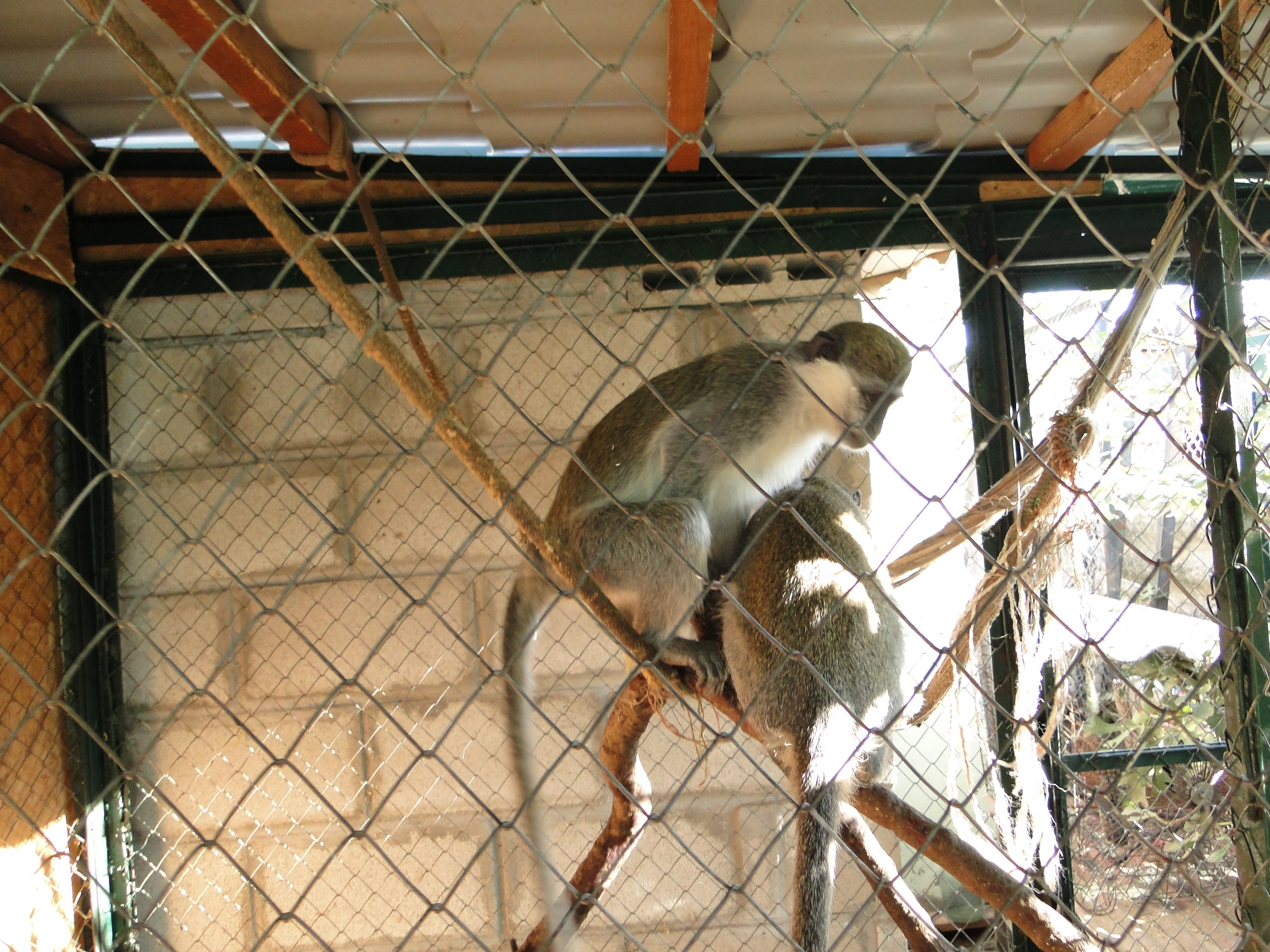
Вервети
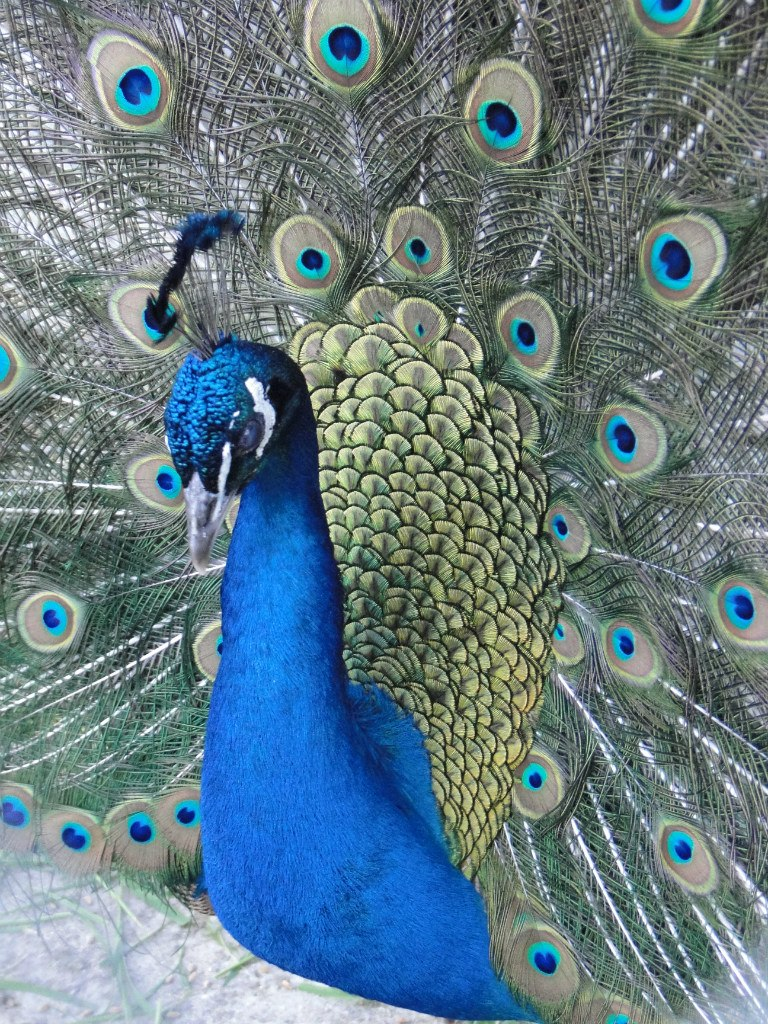
Павич звичайний
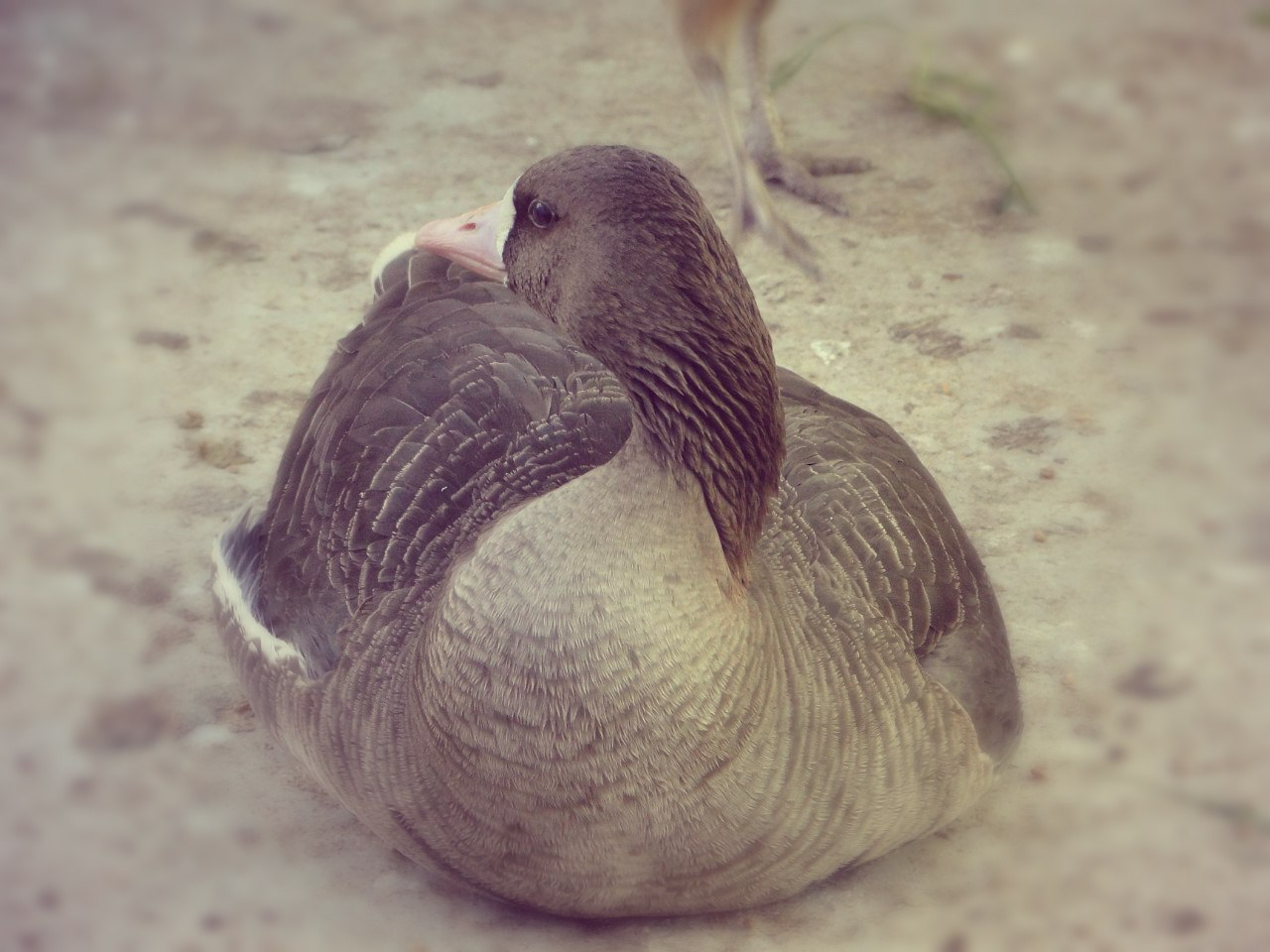
Гуска білолоба
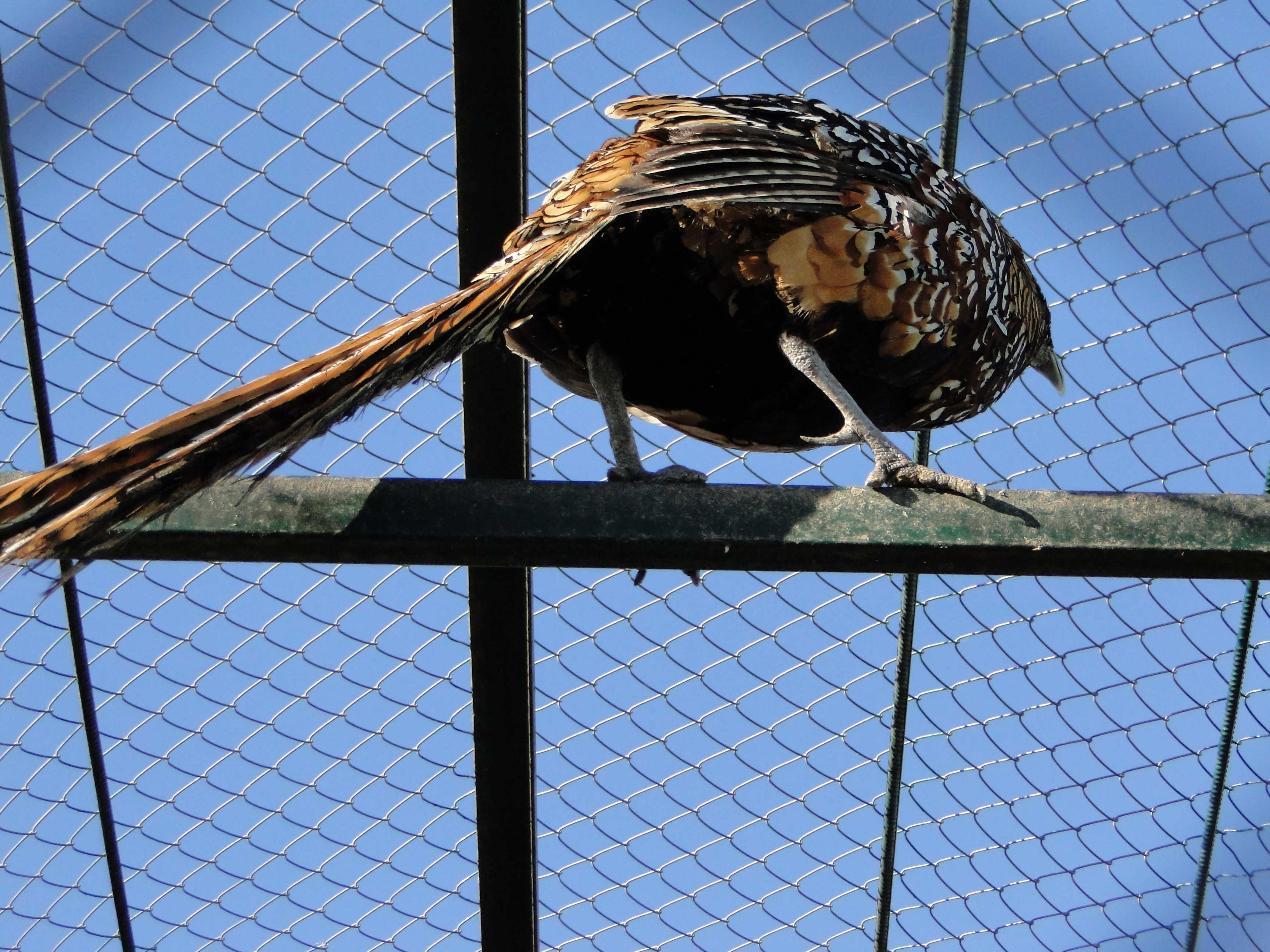
Фазан золотий
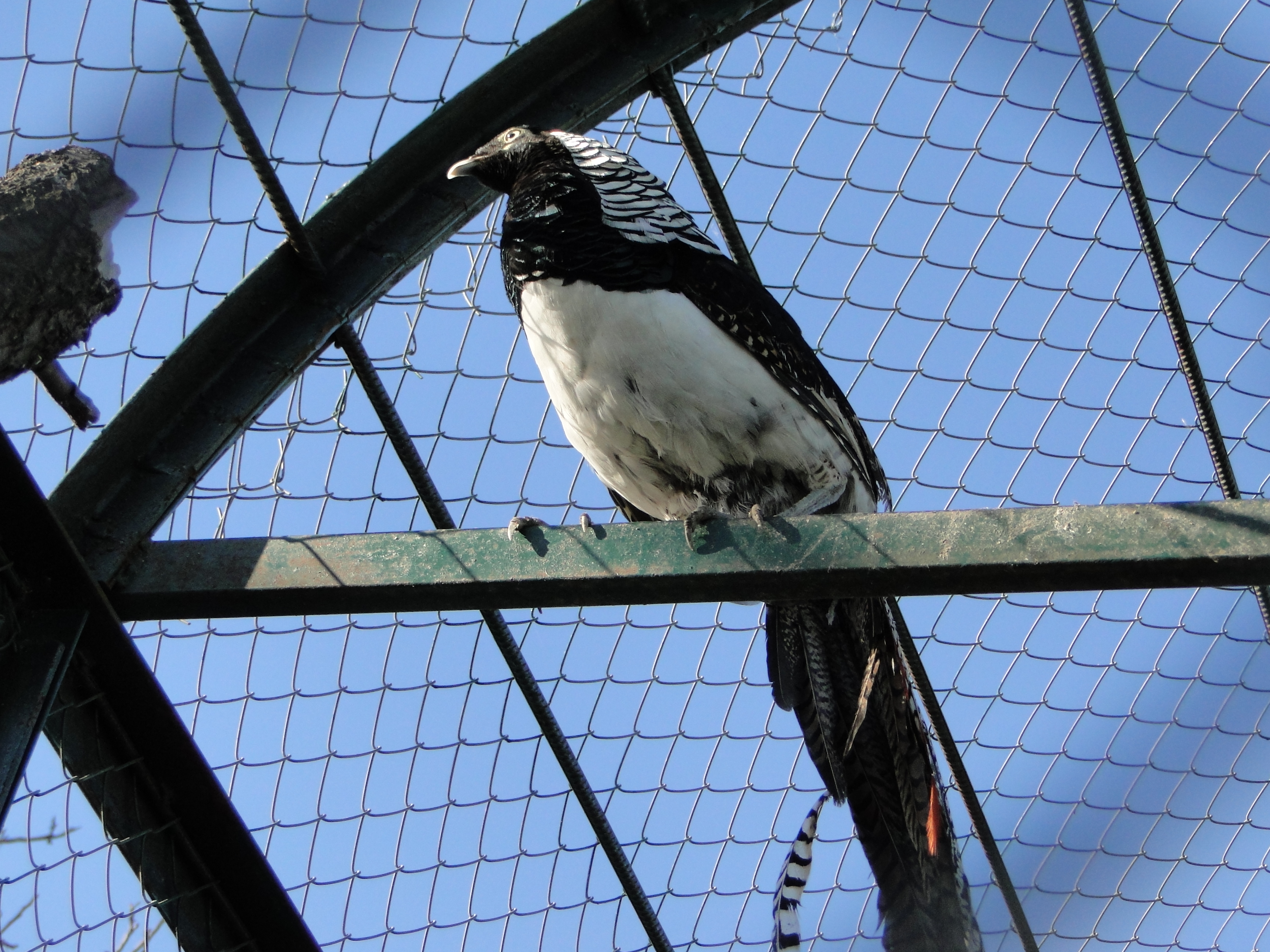
Фазан звичайний
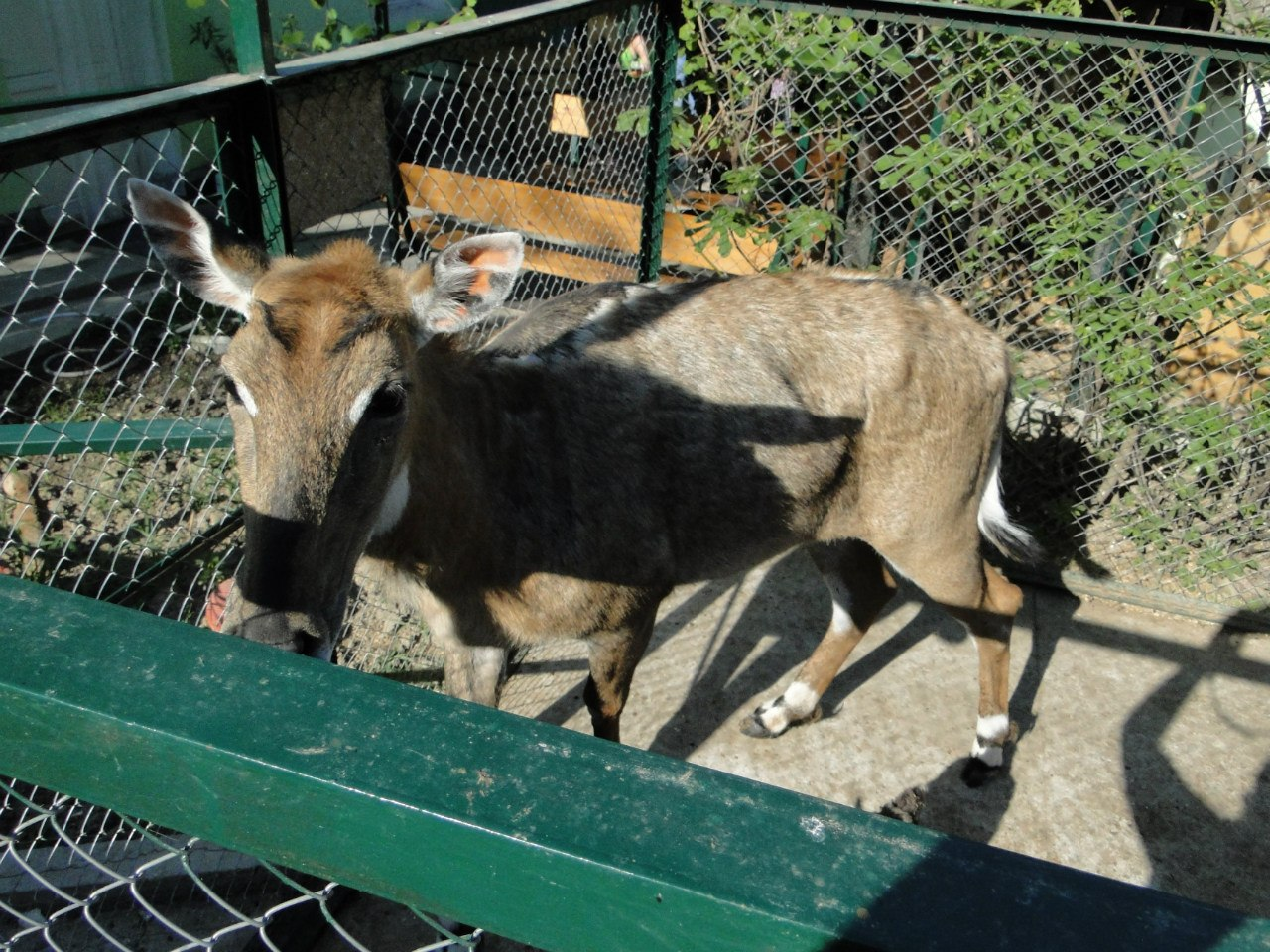
Нільгау, Міріам